# Défense de l'avant-poste Snipe
Campagne d'Afrique du Nord de la Seconde Guerre mondiale
Batailles
Guerre du Désert
- Invasion de l'Égypte
- Compass (Fort Capuzzo
- Nibeiwa
- Sidi Barrani
- Bardia
- Tobrouk (1941)
- Mechili
- Beda Fomm)
- Koufra
- Siège de Giarabub
- Sonnenblume
- El Agheila (1941)
- Siège de Tobrouk (Raid sur Bardia
- Raid Twin Pimples)
- Skorpion
- Brevity
- Battleaxe
- Crusader (Flipper
- Bir el Gubi (novembre 1941)
- Point 175
- Bir el Gubi (décembre 1941))
- Fort Lamy
- Gazala (Bir Hakeim
- Tobrouk (1942))
- Mersa Matruh
- El Alamein (juillet 1942) (Raid sur l'aérodrome de Sidi Haneish)
- Alam el Halfa
- Agreement (Caravan)
- Bertram
- Braganza
- El Alamein (octobre 1942) (Avant-poste Snipe)
- El Agheila (1942)

Débarquement allié en Afrique du Nord
- Blackstone
- Casablanca
- Reservist
- Terminal
- Port Lyautey
- Brushwood

Campagne de Tunisie
- Course pour Tunis
- Ligne Mareth
- Sidi Bouzid
- Kasserine
- Sejnane
- Ochsenkopf
- Capri
- Ksar Ghilane
- Pugilist
- El Guettar
- Wadi Akarit
- Longstop Hill
- Hill 609
- Vulcan
- Flax
- Retribution
- Strike

La défense de l'avant poste Snipe a eu lieu en Égypte lors de la Seconde bataille d'El Alamein, dans le cadre de la Guerre du Désert pendant la Seconde Guerre mondiale. Dans la nuit du 26/27 octobre 1942, le 2e bataillon de la Brigade des fusiliers britannique, accompagnée de 13 canons antichars de 6 livres et la 239e batterie du 76e (Royal Welch Fusiliers) régiment antichar, Royal Artillery, accompagnée de 6 autres canons de 6 livres, reçut l'ordre d'occuper une zone désertique connue sous le nom de « Snipe », une petite dépression située à 2,4 km au sud-ouest de Kidney Ridge, qui s'apparentait à un avant-poste. Une fois consolidé, il pourrait servir de point de départ à une avancée de la 24e brigade blindée.
Du 26 to 27 octobre, la 2e brigade des fusiliers résista à de nombreuses contre-attaques blindées de l'Axe, aux bombardements d'artillerie constants et aux tirs de mitrailleuses, tout en mettant hors de combat 52 à 57 véhicules blindés ennemis, avec le soutien intermittent des chars et de l'artillerie de la 1re division blindé. La défense de l'avant-poste Snipe réussit à gâcher la plus grosse contre-attaque de l'Axe contre les positions capturées par la 8e armée lors de l'opération Lightfoot, mais le bataillon comptabilisa 72 victimes. Les combats de l'avant-poste Snipe conduisit Rommel à estimer qu'une attaque blindée, sur un terrain que les défenseurs avaient pu préparer, avait peu de chances d'aboutir.